# Sarah Kofman
Sarah Kofman (14 de setembro de 1934 – 15 de outubro de 1994) foi uma filósofa francesa.
Foi uma das mais significativas pensadoras do pós-guerra, na França. Autora de mais de vinte livros, incluindo várias obras sobre Freud e psicanálise, Nietzsche, feminismo e o papel das mulheres na filosofia ocidental, nas artes visuais e na literatura.  Seu livro L'énigme de la femme: La femme dans les textes de Freud (1980) é possivelmente a mais completa análise das ideias de Freud sobre a sexualidade feminina. Filha de judeus poloneses imigrantes e tendo perdido seu pai no Holocausto, Kofman também se interessou pelo judaísmo e pelo antissemitismo, especialmente na literatura e na filosofia.
Começou sua carreira acadêmica em Toulouse, em 1960, sob a supervisão de Jean Hyppolite e Gilles Deleuze.  Sua tese, depois publicada sob o título Nietzsche et la métaphore, foi orientada por Deleuze. Em 1969, Kofman encontra Jacques Derrida e freqüenta seus seminários na École Normale Supérieure. Em 1991, foi indicada para uma cátedra na Sorbonne.
Escreveu também vários trabalhos autobiográficos. Paroles suffoquées (1987) é dedicado a seu pai, Berek Kofman, que ela viu pela última vez em julho de 1942. Rue Ordener, rue Labat (1994) também começa com a prisão de seu pai pela polícia de Vichy. O título se refere a dois endereços: o primeiro, onde a família vivia até a detenção do pai, e o segundo, onde Sarah ficou abrigada, durante a maior parte do período da guerra, depois de ter sido recolhida por uma parisiense divorciada, que a tratava como filha. O livro conta a história desse período e da disputa de custódia entre a mãe adotiva e a mãe biológica, após a libertação de Paris.
Sarah Kofman suicidou-se em 1994, no dia do 150° aniversário de  Nietzsche.